# Fender Jaguar
Fender Jaguar – gitara elektryczna marki Fender, jeden ze sztandarowych modeli firmy, charakterystyczny z powodu kształtu i zastosowanego układu elektrycznego.

## Początki
Historia tej gitary sięga początku lat 50. XX wieku. Pomysł skonstruowania gitary zaistniał wraz z pojawieniem się Jazzmastera, jednak pierwszy model Jaguara opuścił zakład dopiero w 1962 roku.

## Opis
Gitara charakteryzowała się przede wszystkim nowatorskim rozwiązaniem połączenia pick-upów (posiadał bowiem 2 oddzielne układy elektryczne, ang. rythym oraz tone. Pierwszy, gdy uaktywniony, włącza tylko przetwornik pod gryfem, gdzie dwa pokrętła rolujące odpowiadają za głośność i barwę (panel powyżej płytki). Drugi natomiast umożliwia włączanie i wyłączanie obydwu przetworników oraz dodatkowo kontrolowanie niskich oraz wysokich tonów (chromowany panel w kształcie wielokąta). Inna charakterystyczną cechą była krótsza od standardowej fenderowskiej 25,5 calowej, 24-calowa skala menzury. Trzy najczęściej spotykane kolory to "Sunburst", "Candy Apple Red" i "Olympic White". W pewnych latach produkcji, gitara ta wyposażona była w mechanizm tłumienia strun, który znosił konieczność tłumienia ich dłonią. Pod koniec lat sześćdziesiątych wraz z przejęciem firmy przez potentata rynku mediów - CBS, do sprzedaży trafiły gitary, które charakteryzowały m.in. zmienionym logo na główce, blokowymi markerami na podstrunnicy gryfu, który w standardzie posiadał syntetyczne obramowanie ang. binding. Ten model gitary w momencie premiery był najdroższą gitarą produkowaną przez firmę Fender. Pierwsza seria produkcyjna tego modelu została zakończona w latach siedemdziesiątych z powodu słabej popularności oraz malejącej sprzedaży.

## Użytkownicy
Jednym z najsławniejszych użytkowników tego instrumentu był Kurt Cobain (jego model różnił się od fabrycznego, posiadał dwa przetworniki typu humbucker, przełącznik trójpozycyjny, jeden potencjometr więcej oraz gryf z obramowaniem z tworzywa sztucznego). Gitary tej używali m.in. John Frusciante (grał na tej gitarze w utworze "Under the Bridge"), Sonic Youth, Dick Dale, Tom Verlaine, Johnny Marr (The Smiths), Brian Molko i Artur Rojek. Gitara jest produkowana do dziś w wielu wariantach, w przeszłości, głównie w Japonii, obecnie, także Meksyku oraz Stanach Zjednoczonych.

## Squier Vintage Modified
Od roku 2011 Fender pod banderą Squier oferował różne warianty Jaguara. Gitary te produkowane w Chinach i Indonezji były znacznie tańsze niż oryginalne Fendery i w odróżnieniu od Stratocastera czy Telecastera nie doczekały się tańszych podróbek. Seria Vintage Modified została, w 2019 roku, zastąpiona nową serią Classic Vibe.